# Liste der Tunnel in Remscheid
Diese Aufstellung listet die Verkehrstunnelbauwerke im Stadtgebiet von Remscheid auf.
Bedingt durch seine hügelige Topographie mussten Tunnelbauwerke errichtet werden.
| Name und Koordinaten  | Länge | Verkehrsart und Bauform                                                           | Daten                                             | Bild |
| --------------------- | ----- | --------------------------------------------------------------------------------- | ------------------------------------------------- | ---- |
| Tunnel am Ämterhaus ⊙ | 30 m  | Fußgängertunnel der Elberfelder Straße zum Friedrich-Ebert-Platz                  | einröhrig, in der Diskussion den Tunnel abzubauen |      |
| Büchener Tunnel ⊙     | 105 m | Eisenbahntunnel der Bahnstrecke Solingen–Remscheid                                | einröhrig und zweigleisig                         |      |
| Bahnhofstunnel ⊙      | 100 m | Fußgängertunnel zwischen Ladestraße Bismarckstraße                                | einröhrig                                         |      |
| B 229-Tunnel ⊙        | 120 m | Autotunnel von der Neuenkamper Straße in die Freiheitsstraße im Verlauf der B 229 | einröhrig                                         |      |